# インハンド
『インハンド』は、朱戸アオによる日本の医療漫画。『月刊アフタヌーン』（講談社）にて、2013年3月号から8月号まで連載された『ネメシスの杖』を第一作とし、『インハンド  紐倉博士とまじめな右腕』のタイトルで2016年5月号から7月号まで短期集中連載された後、『イブニング』（同社刊）にて、2018年22号（2018年10月23日発売）から2020年24号まで連載された。右手が義手になっている寄生虫専門の科学者が助手と女性官僚とともに、誰もが驚く科学的な方法で難事件を解決していく医療ミステリー。
テレビドラマ化され、2019年4月12日から6月21日までTBSテレビ系「金曜ドラマ」枠で放送された。主演は山下智久。

## あらすじ
ペルセポネの痘（あばた）編
第1 - 5話
都内で天然痘らしき病気に感染した患者が多発。感染者12名、死者2名の惨事となる。牧野に依頼された紐倉は、感染者が宿泊していたホテルの防犯映像でこれがバイオテロである証拠を掴む。同時に検体の調査によってウイルスの正体がオルフウイルスであると聞いた紐倉は、彼のところに依頼されたバイオセキュリティ・レビュー依頼の中に同じオルフウイルスを用いた論文があるのを発見、著者の永井清知が最有力容疑者となる。
永井は行方不明となっており、ウイルスも研究室から持ち去られていた。紐倉と高家は永井の自宅に行き、そこで犯人らしき男と遭遇するも逃げられてしまう。紐倉はホテルの宿泊者リストと論文の査読者リストから、査読者の一人である二階練介の家族がホテルに宿泊していた事に気付き、無差別に見せかけた計画殺人を疑う。牧野は二階を容疑者として手配する。
手配された事に気付いた二階は逃走するが、紐倉は二階が真のターゲットである妻の元に行くと考えて先回りし、高家と共に二階を逮捕。事件は収束するのだった。
キマイラの血編
第6 - 12話
とある大学の駅伝選手が死亡した。選手のヘマトクリット値が増加していた事からドーピングの副作用による死亡であると判断され、選手が通っていた深谷スポーツクリニックに家宅捜索が入る。
押収された深谷の顧客リストから国民栄誉賞候補であるマラソン選手の野桐にもドーピング疑惑が出てしまったため、牧野は紐倉に調査を依頼する。紐倉と高家はWADAの調査を偽り、野桐の各種サンプルを入手する。
野桐の検体からは何も出てこなかったが、線虫を光らせる実験の失敗から紐倉は野桐の造血細胞に秘密があることに気付き、野桐は遺伝子ドーピングを行っていると推測する。検査の結果、予想通りエリスロポエチン受容体遺伝子に変質を発見し、それが自然のものかを確認するため野桐の実家を調査。結果、野桐のドーピングの証拠はなかったが、同時に遺伝子操作の失敗により彼が急性骨髄性白血病になっている事を知り、東京国際マラソンを棄権するよう説得する。
野桐は出場をやめなかったが、途中で体調を崩して結果的に棄権、治療のため入院すると、病室で15年ぶりのラーメンに舌鼓を打つのだった。
セレナの馬編
第13話 -
外務大臣の源田創子に脅迫状が届いた。他人に自殺を感染させられるというその脅迫主は、源田の娘が通う大学の同級生を自殺させたのがその証拠だという。

## 登場人物

### 主要人物
紐倉 哲（ひもくら てつ）
『インハンド』『まじめな右腕』の主人公。『ネメシスの杖』では主人公・阿里の協力者として登場する。右腕が義手の科学者。コスタリカで虫刺されに苦しんでいる猿が背中をこすりつけていた木の成分を元に開発したかゆみ止めの薬で莫大な資産を築き、神奈川県の箱根の潰れた植物園を買い取って研究所としている。専門は寄生虫だが、医学に留まらない様々な分野に精通した知識を持つ。自分が興味を惹かれない案件には関わろうとしないが、一端関わると法や倫理を無視する行動を平気で取る。右腕を失った経緯は不明だが、『ネメシスの杖』の時点では義手になって間もない様子が描かれている。
ドラマ版では、「黙れ、愚か者」（これをいわれるのはほとんど高家である）、「あいにく僕は天才だ。天才に、不可能はない。」が口癖。第2話で渉から「おじさん」と呼ばれた時は「お兄さん」ではなく「博士だ」と訂正した。
第1話冒頭で、帰国時にひょんなことからパスポートを失効されてしまい、元々外務省に所属していた牧野から、10年パスポートを発行してもらうためにいやいや協力していたが、第5話で自分の過去と向き合い、第6話から彼女が所属する内閣官房管轄の架空の部署「サイエンス・メディカル対策室」（「S·M対策室」）のアドバイザーになる。最終回エピローグで約束が果たされた。
高家 春馬（たかいえ はるま）
紐倉の助手。『まじめな右腕』から登場。かつては医者として活動していたが、紐倉と出会った時点では辞めて塾講師をしていた。いとこの花森明鈴が亡くなった事件において紐倉と関わり、助手となった。
ドラマ版では大学病院の救命医として紐倉と出会い、行き当たりばったりで江里口の復讐を止め、倉井の悪事を暴くが解雇されてしまう。再就職も難しく路頭に迷っている所を紐倉に助手として拾われる。
医者として腕を磨いて「国境なき医師団」に入団するのが夢で、最終回エピローグでそれが叶い研究所を出る。
牧野 巴（まきの ともえ）
外務省より出向している内閣情報調査室健康危機管理部門（ドラマ版では『S·M対策室』）に所属する女性官僚。紐倉をアドバイザーとしており、彼に様々な依頼を持ってくる。
ドラマ版では亡き研究者の夫・橘との間に娘の美香をもうけている（牧野は旧姓通称）。
雪村 潤月（ゆきむら うづき）
紐倉研究所のコック募集を見てやってきた未成年の少女。静岡県横走出身。住み込みで働きだす。
作者の前連載『リウーを待ちながら』の登場人物で、多剤耐性型ペストにより母親を亡くし自身も罹患した過去を持つ。

### ペルセポネの痘編
永井 清知（ながい きよかず）
「オルフウイルスを用いたシカ不妊ワクチン」の論文著者。紐倉にバイオセキュリティ・レビューを依頼する。研究室には二週間の海外家族旅行と連絡していたが、実際は二階によってウイルスを奪われ、家族を人質にとられて自身もウイルスに感染させられて監禁されていた。救出後、シカの増加による森林被害について紐倉に語るも、事件の責任をとって論文を撤回した。
二階 練介（にかい れんすけ）
関東医大感染症内科臨床助教。永井ウイルスを盗み出し、一連のバイオテロを起こした犯人。妻と離婚調停中で娘の親権を手に入れるため、娘にだけワクチンを打って無差別テロに見せかけて妻を殺すのが目的だった。紐倉のハッタリに動揺し、高家に組み付かれてウイルスを取り上げられ、逮捕された。

### キマイラの血編
深谷 明人（ふかや あきひと）
深谷スポーツクリニックの院長。選手のドーピングに関わっており、患者が死亡したため逮捕された。
野桐 俊（のぎり しゅん）
オリンピック男子マラソンで金メダルを獲った選手。スポーツ貧血などを乗り越え異常なほどの摂生した生活を送る苦労人で国民栄誉賞候補となっている。紐倉の調査の結果、遺伝子ドーピングを行っていたことが判明したが、オフターゲット効果で組み替えミスをした遺伝子を戻してしまったため急性骨髄性白血病を発症してしまった。東京国際マラソンの競技中に嘔吐してしまい、そのまま入院。国民栄誉賞も取り消しとなった。
東野 潔（ひがしの きよし）
野桐の元コーチ。深谷にコンサルタント料名目で多額の金を払っていた。深谷逮捕後、野桐の秘密を守るために谷川岳で滑落死した。

### セレナの馬編
源田 絵凪（げんだ えな）
源田外務大臣の娘。啓京大学経済学部の3年生。

## インタビュー
2019年 『インハンド』朱戸アオインタビュー／描くのは「素人の成長」よりも「プロフェッショナルの苦悩」 | マンバ通信

## 書誌情報
- 朱戸アオ 『ネメシスの杖』講談社〈アフタヌーンKC〉、全1巻
  1. 2013年9月20日発売、ISBN 978-4-06-387923-0
- 朱戸アオ 『インハンド 紐倉博士とまじめな右腕』講談社〈アフタヌーンKC〉、全1巻
  1. 2016年7月22日発売、ISBN 978-4-06-388159-2
- 朱戸アオ 『インハンド』講談社〈イブニングKC〉、全5巻
  1. 2019年3月22日発売、ISBN 978-4-06-515055-9
  2. 2019年9月19日発売、ISBN 978-4-06-516833-2
  3. 2020年3月23日発売、ISBN 978-4-06-518914-6
  4. 2020年7月20日発売、ISBN 978-4-06-520285-2
  5. 2022年2月22日発売、ISBN 978-4-06-521731-3

## テレビドラマ
2019年4月12日から6月21日までTBSテレビ系「金曜ドラマ」で放送された。主演は山下智久。
キャッチコピーは「未来は、僕たちの手の中にある」。

### キャスト
- 紐倉哲 - 山下智久
- 高家春馬 - 濱田岳[7]（幼少期：齋藤潤）
- 牧野巴 - 菜々緒[7]
- 御子柴隼人 - 藤森慎吾（オリエンタルラジオ）[8]
- 熊谷美緒 - 高橋春織
- 城田幸雄 - 酒井貴浩
- 陣内志保 - 菜葉菜（EPISODE.3 - ）
- 山崎裕 - 田口トモロヲ
- 大谷透 - 松尾貴史
- 瀬川幹夫 - 利重剛
- 入谷廻 - 松下優也（EPISODE.4 - ）
- 網野肇 - 光石研[8]
- 福山和成 - 時任三郎[9]（EPISODE.5 - ）

#### ゲスト
EPISODE.1
- 江里口新 - 風間杜夫
- 倉井雄一 - 相島一之
- 黒野秀之 - 正名僕蔵（EPISODE.9）

EPISODE.2
- 金井渉 - 込江大牙
- 木下昌一 - 阿部翔平
- 松田拓人 - 内村遥

EPISODE.3
- 瀬見まき子 - 観月ありさ
- 瀬見みき子 - 松本若菜
- 小林千治 - 米本学仁
- 小松りえ - 梶原ひかり
- 鈴木正吉 - 本宮泰風

EPISODE.4
- 源田恵奈 - 吉川愛（幼少期：上村桂里奈）
- 緒田貴成 - 岐洲匠（幼少期：大江優成）
- 水原舞 - 益田恵梨菜（幼少期：髙畑美野）
- 菊池香織 - 河合優実（幼少期：姫嶋ひめか）
- 大島一茂 - 山本圭祐
- 水原順子 - 岩橋道子
- 源田創子 - 紫吹淳（EPISODE.7）
- 鍋島智樹 - 山中崇

EPISODE.5
- キャラウェイ - ドン・ジョンソン

EPISODE.6
- 野桐俊 - 清原翔
- 野桐俊明 - 温水洋一
- 東野潔 - 石井正則
- 深谷明人 - 信太昌之
- 石井大裕 - 石井大裕

EPISODE.7
- 橘美香 - 吉澤梨里花（EPISODE.11）
- 橘賢一 - 永岡卓也
- 橘将之 - おかやまはじめ

EPISODE.8
- 園川務 - 柄本明
- 遠藤匡晃 - 要潤
- 園川直継 - 夙川アトム
- 都築歩夢 - 大平洋介
- 都築潤子 - ちすん
- 国枝真治 - 阿南健治

EPISODE.9
- 高家良子 - 宮崎美子（EPISODE.10 - EPISODE.11）
- 小泉陽子 - 市毛良枝
- 福山新太 - 磯村勇斗（EPISODE.10 - EPISODE.11）
- 金子盛夫 - 内場勝則（EPISODE.10 - EPISODE.11）
- 市原正幸 - 遠山俊也（EPISODE.10 - EPISODE.11）
- 中村京子 - 安藤聖
- 柏木亮 - 夕輝壽太（EPISODE.10 - EPISODE.11）

EPISODE.10
- 杉山美園 - 石橋杏奈（EPISODE.11）
- 棚橋弘樹 - 平岡祐太（EPISODE.11）
- 杉山実喜男 - 中本賢
- 藤川慎一 - 田窪一世
- 石川真唯子 - 阿南敦子（EPISODE.11）
- 宮川敦 - 大森博史

EPISODE11
- 西由紀子 ‐ 明星真由美

### スタッフ
- 原作 - 朱戸アオ『インハンド』（講談社「イブニング」連載中）
- 脚本 - 吉田康弘、田辺茂範、福田哲平
- 音楽 - 得田真裕
- オープニング曲 - 山下智久「CHANGE」（SME Records）[10]
- 義手造形 - 関根研一
- 義手製作監修 - 深谷直樹、NEDO
- スタントコーディネーター - 吉田浩之
- 原作医療監修 - ヨシザワアキラ
- 寄生虫監修 - 嘉糠洋陸、春木宏介
- 医療監修 - 林宗博
- 医療指導 - 保科斉生
- 看護指導 - 美島路恵
- 中央省庁監修 - 奥村徹、國府田洋明
- プロデューサー - 浅野敦也（TBSスパークル）、佐藤敦司（TBSスパークル）
- 演出 - 平野俊一、岡本伸吾、青山貴洋
- 製作 - TBSスパークル、TBS

### 放送日程
| 話数                                                                        | 放送日  | サブタイトル                                                         | 脚本     | 演出                       | 視聴率 |
| --------------------------------------------------------------------------- | ------- | -------------------------------------------------------------------- | -------- | -------------------------- | ------ |
| EPISODE.1                                                                   | 4月12日 | 天才博士が最新科学で謎を解く!! 未知のウイルス!? 感染拡大の嵐を防げ!! | 吉田康弘 | 平野俊一                   | 11.3%  |
| EPISODE.2                                                                   | 4月19日 | 驚異の外来ウイルス スーパースプレッダーは誰だ!?                      | 吉田康弘 | 平野俊一                   | 09.5%  |
| EPISODE.3                                                                   | 4月26日 | 天才博士VS美魔女!! 悪魔の美容術…狂気と哀しい過去                     | 吉田康弘 | 岡本伸吾                   | 09.1%  |
| EPISODE.4                                                                   | 5月03日 | 自殺を導く病原体!? 封印された博士の過去が暴かれる                    | 福田哲平 | 青山貴洋                   | 07.7%  |
| EPISODE.5                                                                   | 5月10日 | 失われた右腕の真実 エボラウイルスの恐怖親友との絆                    | 吉田康弘 | 平野俊一                   | 09.0%  |
| EPISODE.6                                                                   | 5月17日 | 天才ランナーの疑惑 完全犯罪ドーピング!! 衝撃の真実                   | 田辺茂範 | 岡本伸吾                   | 09.8%  |
| EPISODE.7                                                                   | 5月24日 | 娘を助けて…!! 友の願いを叶える奇跡の治療法                           | 福田哲平 | 平野俊一                   | 09.0%  |
| EPISODE.8                                                                   | 5月31日 | 呪いの血のポスターと鬼伝説… 博士のライバル登場!!                     | 田辺茂範 | 青山貴洋                   | 07.6%  |
| EPISODE.9                                                                   | 6月07日 | 治療放棄を許すな!! 過去の因縁が動き出す最終章開幕                    | 福田哲平 | 岡本伸吾                   | 08.5%  |
| EPISODE.10                                                                  | 6月14日 | 驚異の致死率100％新型エボラ襲来… 村を全面封鎖!!                      | 吉田康弘 | 平野俊一 青山貴洋 岡本伸吾 | 08.5%  |
| EPISODE.11                                                                  | 6月21日 | 絶体絶命から奇跡の大逆転!! 未来は僕たちの手の中に                    | 吉田康弘 | 平野俊一                   | 10.8%  |
| 平均視聴率 9.2%（視聴率はビデオリサーチ調べ、関東地区・世帯・リアルタイム） |         |                                                                      |          |                            |        |

### 取り上げられた病気・専門要素
- シャーガス病 - EPISODE.1
- ハートランドウイルス（重症熱性血小板減少症候群ウイルス）- EPISODE.2
- スーパー・スプレッダー - EPISODE.2
- カプノサイトファーガ・カニモルサス- EPISODE.2
- クロイツフェルト・ヤコブ病（伝達性海綿状脳症）- EPISODE.3
- ウェルナー症候群 - EPISODE.3
- ボルナ病ウイルス - EPISODE.4
- 脳症 - EPISODE.4
- クローン病- EPISODE.5
- エボラウイルス - EPISODE.5・9〜10
- 遺伝子ドーピング - EPISODE.6
- 遺伝子ドーピングに伴う悪性リンパ腫（HLA型）- EPISODE.6
- 強迫性障害 - EPISODE.6
- オフターゲット効果 - EPISODE.6
- 原発性免疫不全症候群（PID）による腸炎 - EPISODE.7
- 救世主兄弟 - EPISODE.7
- 便微生物移植 - EPISODE.7
- セラチア菌 - EPISODE.8
- バイオアート - EPISODE.8
- ゲノム解析（ヒトゲノム計画）- EPISODE.8
- 創始者効果（ファウンダー効果）- EPISODE.8
- メラノコルチン1受容体（MC1R）遺伝子（赤毛）- EPISODE.8
- MAOA遺伝子（モノアミンオキシダーゼA）- EPISODE.8
- セリアック病（グルテン不耐症）- EPISODE.9
- 衛生仮説 - EPISODE.9〜10
- バイオセーフティレベル - EPISODE.9〜10
- 生ワクチン（弱毒化ワクチン）- EPISODE.10
- 線虫抗凝固タンパク質c2 - EPISODE.10

### 受賞
- 第101回ザテレビジョンドラマアカデミー賞[16]
  - 助演男優賞：濱田岳
  - 助演女優賞：菜々緒
- 第23回日刊スポーツドラマグランプリ
  - 作品賞[17]
  - 助演男優賞：濱田岳[18]
  - 助演女優賞：菜々緒[19]

| TBS系 金曜ドラマ                               | TBS系 金曜ドラマ                       | TBS系 金曜ドラマ                     |
| 前番組                                         | 番組名                                 | 次番組                               |
| ---------------------------------------------- | -------------------------------------- | ------------------------------------ |
| メゾン・ド・ポリス （2019年1月11日 - 3月15日） | インハンド （2019年4月12日 - 6月21日） | 凪のお暇 （2019年7月19日 - 9月20日） |